# Eufratense
Eufratense ou Augusta Eufratense (em grego: Εὑφρατησία; romaniz.: Euphratesia; em latim: Euphratensis) foi uma província romana na região da Grande Síria, parte da antiga Diocese do Oriente, na Prefeitura pretoriana do Oriente.

## História
Em algum momento entre 330 e 350 (provavelmente c. 341), a província de Eufratense foi criada a partir de territórios separados da Cele-Síria ao longo da margem ocidental do rio Eufrates (daí seu nome). Ela abrangia também territórios da Comagena e Cirréstica. Sua capital era Cirro ou Hierápolis Bambice.

## Governadores
- Lista de governadores da Síria romana

## Sés episcopais
As sés episcopais da província e que aparecem no Annuario Pontificio como sés titulares são:
- Agrípias (ruínas de Salilié)
- Barbalisso
- Cirro
- Dolique
- Dura Europo (também conhecida como Anfípolis ou Tápsaco)
- Germanícia
- Hierápolis Bambice
- Marianópolis Eufratense (aparece às vezes na Síria Secunda)
- Neocesareia Eufratense (também chamada de Neocesareia na Síria)
- Perre (Adeiamane)
- Samósata
- Zeugma
- Sergiópolis (moderna Resafa)
- Sura Eufratense
- Urima